# Bargteheide
Bargteheide (dolnoniem. Bartheil) – miasto w Niemczech w kraju związkowym Szlezwik-Holsztyn, w powiecie Stormarn, siedziba urzędu Bargteheide-Land. W 2008 r. miasto liczyło 14 882 mieszkańców.

## Osoby urodzone w Bargteheide
- David Kross - aktor

## Współpraca międzynarodowa
- Déville-lès-Rouen, Francja
- Żmigród, Polska